# Cięćk
Cięćk (prononcé en polonais : [t͡ɕent͡ɕk]) est un village polonais de la gmina de Myszyniec dans la powiat d'Ostrołęka de la voïvodie de Mazovie dans le centre-est de la Pologne.
Il se situe à environ 9 kilomètres à l'est de Myszyniec (siège de la gmina), 36 kilomètres au nord d'Ostrołęka (siège de la powiat) et à 134 kilomètres au nord de Varsovie (capitale de la Pologne).
Le village compte approximativement une population de 220 habitants en 2006.

## Histoire
De 1975 à 1998, le village appartenait administrativement à la voïvodie d'Ostrołęka.